# Jorge Grant
Jorge Edward Grant (* 26. September 1994 in Banbury, England) ist ein englischer Fußballspieler, der bei Salford City unter Vertrag steht.

## Vereine

### Nottingham Forest
Jorge Grant debütierte am 12. August 2014 für Nottingham Forest in der ersten Runde des League Cup 2014/15 bei einem 1:0-Auswärtserfolg über den Viertligisten Tranmere Rovers. In der dritten Runde des Wettbewerbs erzielte er die zwischenzeitliche 1:0-Führung seiner Mannschaft beim 1:3-Aus gegen den Erstligisten Tottenham Hotspur. Sein Ligadebüt gab er einen Tag nach seinem 20. Geburtstag bei einem 0:0 gegen Brighton & Hove Albion. Nachdem dies sein einziger Einsatz in der Football League Championship 2014/15 geblieben war, bestritt Grant in der Saison 2015/16 zehn Spiele für Forest. Bereits im Februar 2015 hatte er einen bis 2017 gültigen neuen Vertrag unterschrieben.
Am 31. Januar 2017 wechselte Grant auf Leihbasis bis zum Saisonende zu Stadtnachbarn Notts County. Für den Viertligisten erzielte er in siebzehn Ligaspielen sechs Treffer. Am Ende der Spielzeit unterschrieb er einen neuen Dreijahresvertrag bei Forest.
Zu Beginn der Saison 2017/18 wurde Grant erneut an Notts County verliehen. Am 6. Juli 2018 wechselte Grant auf Leihbasis zum Drittligisten Luton Town.

### Lincoln City
Nach dem Auslaufen seines Vertrages in Nottingham unterschrieb der Mittelfeldspieler Anfang Juli 2019 einen Vertrag beim Drittligisten Lincoln City. Nach einem durchschnittlichen ersten Jahr, steigerte sich Jorge Grant in der EFL League One 2020/21 deutlich und erzielte 13 Tore in 36 Ligaspielen. Lincoln beendete die reguläre Saison als Tabellenfünfter und zog damit in die Aufstiegs-Play-offs ein. Dort bezwang der Verein im Halbfinale den AFC Sunderland und qualifizierte sich für das Finale in Wembley. Dieses verlor die Mannschaft um Grant jedoch nach früher Führung mit 1:2 gegen den FC Blackpool. Für seine guten Leistungen wurde Jorge Grant am Saisonende ins PFA Team of the Year der dritten Liga gewählt.

### Peterborough United
Nach dem verpassten Aufstieg wechselte er am 29. Juni 2021 zum Zweitliga-Aufsteiger Peterborough United und unterschrieb einen Dreijahresvertrag. Bereits ein Jahr später wechselte er weiter nach Schottland zu Heart of Midlothian.
Im Juli 2025 wechselte Grant zu Salford City.